# Gaudenzio Patrignani
Gaudenzio Patrignani OFMObs (ursprünglich Giovanni Antonio Patrignani; * 15. Juli 1755 in Coriano; † 15. Februar 1823 in Ferentino) war ein italienischer römisch-katholischer Ordensgeistlicher und Bischof von Ferentino.

## Leben
Er trat in den Orden der Franziskaner-Observanten ein und nahm den Ordensnamen Gaudenzio da Coriano an. Die Priesterweihe empfing er am 19. Dezember 1778. Er war Lektor der Theologie in seinem Orden, dann Professor am Collegio Urbano und Professor der Heiligen Schriften am Konvent von Santa Maria in Aracoeli. Er war Generalprokurator und von 1814 bis 1817 Generalminister des Observantenordens.
Im Jahre 1802 trat er als Konsultor des Heiligen Offiziums in den Dienst der Kurie. Am 16. September 1814 wurde er zudem zum Examinator für die Bischöfe in der Theologie bestellt, am 29. September 1819 zum Konsultor der Kongregation Propaganda fide.
Papst Pius VII. ernannte ihn am 25. Mai 1818 zum Bischof von Ferentino. Die Bischofsweihe spendete ihm am 7. Juni desselben Jahres der Kardinalbischof von Porto e Santa Rufina Antonio Dugnani; Mitkonsekratoren waren Erzbischof Francesco Bertazzoli, Sekretär der Studienkongregation, und Erzbischof Candido Maria Frattini.

## Veröffentlichungen
- Sacrorum evangeliorum vindiciae adversus incredulos adornatae. Rom 1791.